# Escudo de El Astillero
El escudo de El Astillero es uno de los símbolos del municipio español de El Astillero en Cantabria, junto a su bandera.
En sesión plenaria de 27 de mayo de 1985, el Ayuntamiento acordó solicitar al Centro de Estudios Montañeses el proyecto de diseño de escudo heráldico del municipio. Este organismo elaboró un informe con fecha 4 de agosto de 1980, que proponía como escudo el siguiente: galeón natural, arbolado sin velas sobre campo de plata y bordura de gules con leyenda en oro que dice: «SIC VINCITUR SEMPER». El galeón hace referencia a la tradición de construcción naval del municipio y la bordura, que significa «Así se vence siempre» aparece en el blasón del apellido Guarnizo, vinculado a la historia del municipio.
La Real Academia de la Historia informó el 19 de agosto de 1982 planteando una aclaración sobre la conveniencia de que el galeón llevase sus velas ya que es lo habitual en heráldica. Ante esto, desde el Ayuntamiento, a través de la Diputación Regional de Cantabria, solicitó que se tuviese en consideración que el galeón representado todavía no estaba botado por lo que no debería llevar velas. Finalmente, la Real Academia de la Historia consideró que en este caso resulta lógico aceptar dicha consideración sobre las velas, no siendo un obstáculo insalvable, por lo que se aprobó la propuesta presentada.
Según lo anterior, dicho escudo queda organizado de la manera siguiente: en campo de planta, un galeón natural, arbolado, sin velas y una grada. Bordura total de gules (rojo) cargada con la leyenda en oro «SIC VINCITUR SEMPER». Va timbrado con la corona real española.
El escudo fue adoptado en sesión plenaria celebrada por el Ayuntamiento el día 21 de agosto de 1981 siendo autorizado por el Consejo de Gobierno de Cantabria el día 6 de octubre de 1984, previo informe favorable emitido por la Real Academia de la Historia el 17 de junio de 1983.

## Nota
- El contenido de este anexo incorpora la descripción oficial extraída del boletín oficial citado en las referencias, la cual se encuentra en el dominio público de conformidad con lo dispuesto en el artículo 13 de la Ley de Propiedad Intelectual española.